# Raiffeisen International Bank Holding
Die Raiffeisen International Bank-Holding AG war bis zum 10. Oktober 2010 die an der Wiener Börse notierte Tochterunternehmung der Raiffeisen Zentralbank für das MOEL
-Geschäft. Sie wurde zur Gänze von der Raiffeisen Bank International AG übernommen. Im Jahr 2009 hatte das Unternehmen  15,1 Mio. Kunden, die in 3.018 Geschäftsstellen betreut wurden.

## Märkte

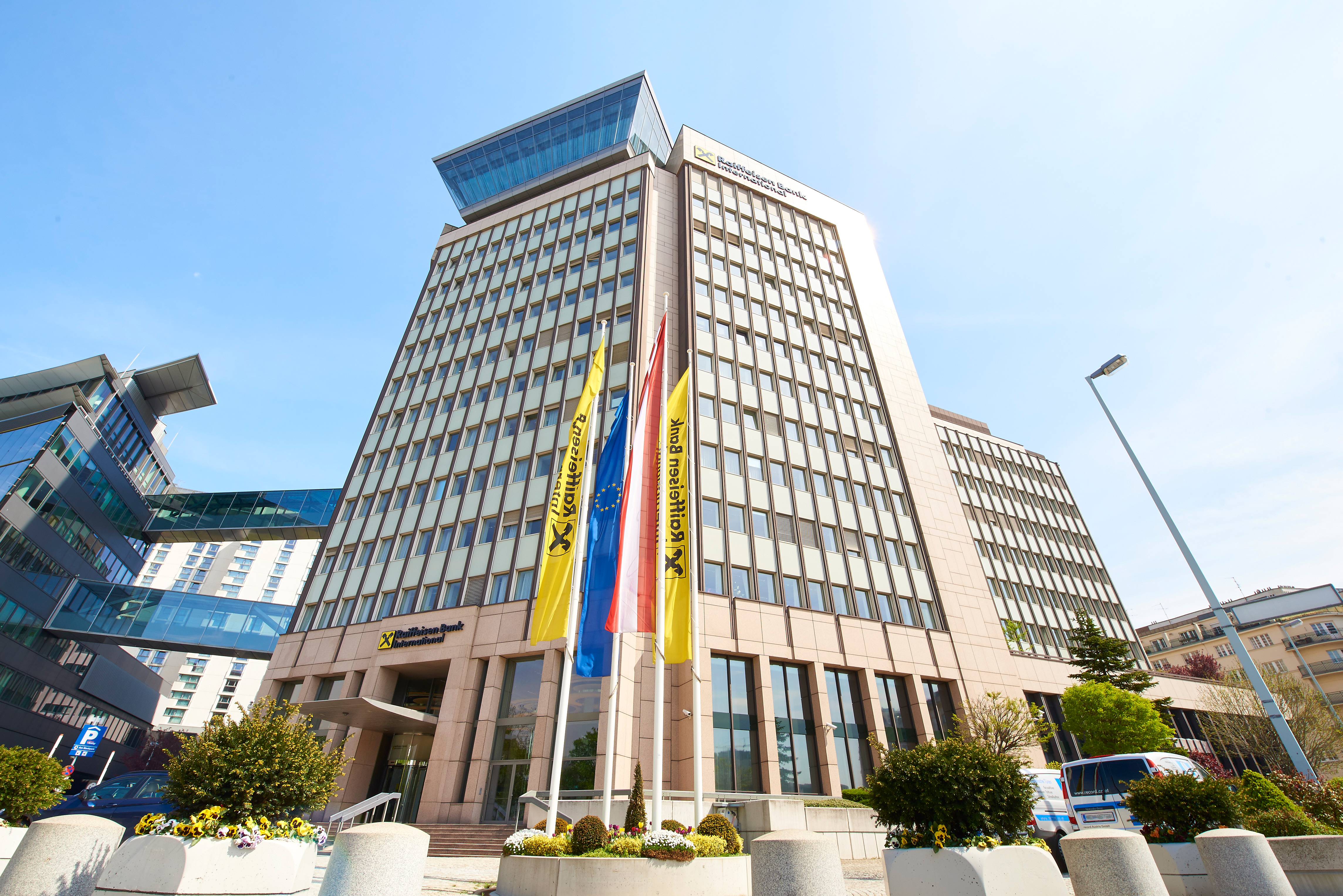
Raiffeisen International, Am Stadtpark 3, 1030 Wien

Das Netzwerk der Raiffeisen International (RI) umfasste 15 Banken, die in folgenden 17 Märkten in Mittel- und Osteuropa und Kasachstan mit Geschäftsstellen vertreten waren:
| Land                     | Bilanzsumme (in Mio. Euro) | Geschäfts- und Vertriebsstellen |
| ------------------------ | -------------------------- | ------------------------------- |
| Albanien                 | 1.842                      | 104                             |
| Belarus                  | 1.224                      | 96                              |
| Bosnien und Herzegowina  | 2.325                      | 101                             |
| Bulgarien                | 3.998                      | 199                             |
| Kasachstan               | 74                         | 1                               |
| Kosovo                   | 672                        | 51                              |
| Kroatien                 | 5.900                      | 85                              |
| Polen                    | 6.241                      | 124                             |
| Rumänien inkl. Moldawien | 6.164                      | 563                             |
| Russland                 | 11.681                     | 215                             |
| Serbien                  | 2.762                      | 101                             |
| Slowakei                 | 9.324                      | 152                             |
| Slowenien                | 1.583                      | 17                              |
| Tschechische Republik    | 7.739                      | 111                             |
| Ukraine                  | 4.983                      | 953                             |
| Ungarn                   | 8.778                      | 145                             |
| Konsolidierung           | 986                        | 00                              |
| Gesamt                   | 76.275                     | 3.018                           |

Damit war Raiffeisen International eine der größten ausländischen Banken in Mittel- und Osteuropa.

### Übernahmen
Die größten Übernahmen der Raiffeisen International waren
- der Erwerb von 93,5 % an der ukrainischen Bank Aval im Jahr 2005 für 836 Millionen Euro,
- die vollständige Übernahme der russischen Impexbank im Frühjahr 2006 für maximal 550 Millionen Dollar (nach Aufstockung des Grundkapitals wurde die Impexbank mit der russischen RI-Tochter ZAO Raiffeisenbank Austria zur größten ausländischen Bank in Russland und der achtgrößten des russischen Marktes insgesamt fusioniert)
- der Kauf der Banka e Kursimeve e Shqipërisë (Albanische Sparkasse) im Jahr 2004 für 125 Millionen US-Dollar und
- die mehrheitliche Übernahme der tschechischen eBanka a.s. im Jahr 2006 (im Juli 2008 fusioniert mit der 1993 gegründeten Raiffeisenbank a.s.).

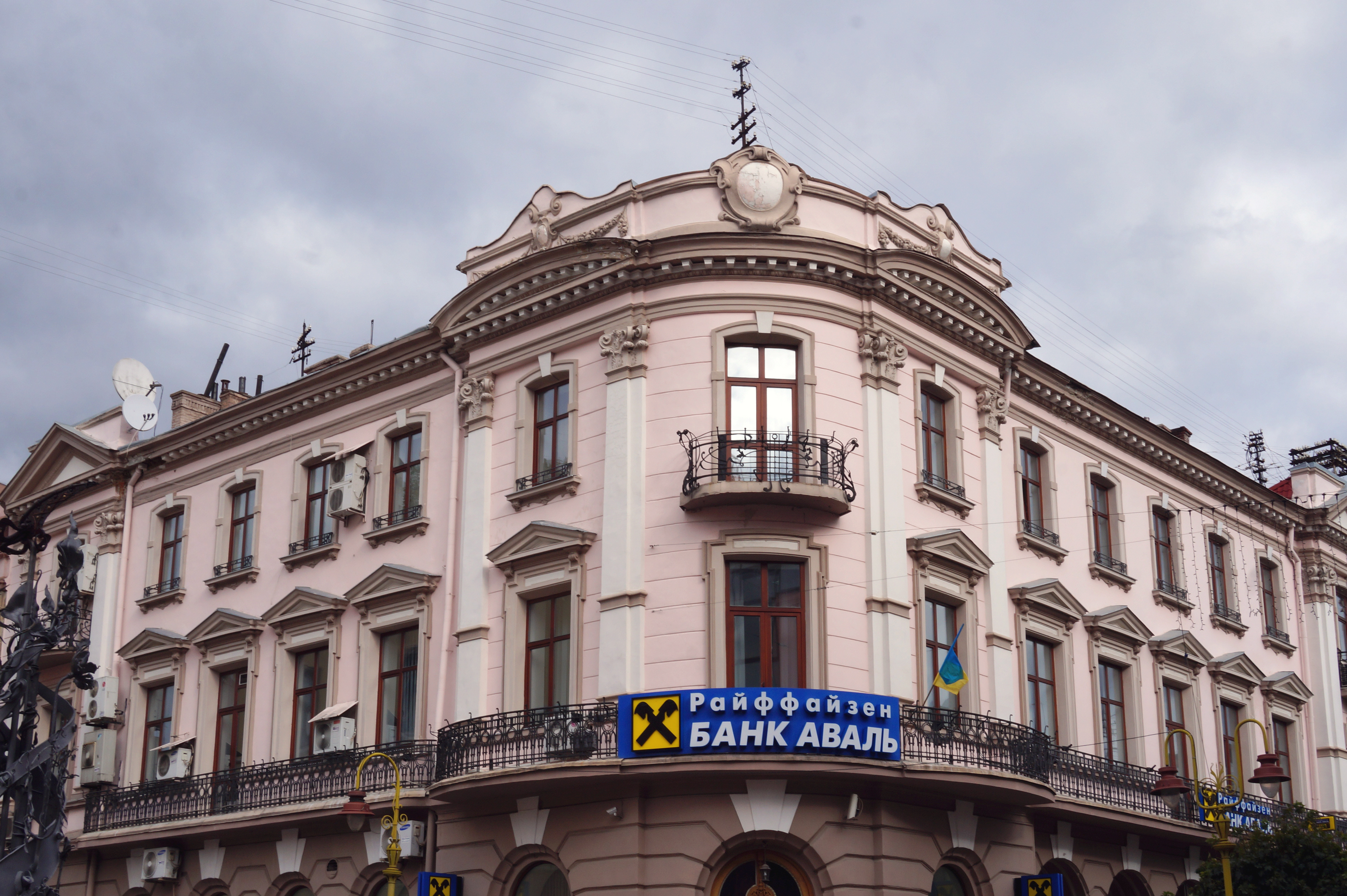
Filiale der Raiffeisenbank (Bank Aval) in Ivano-Frankivsk, Ukraine

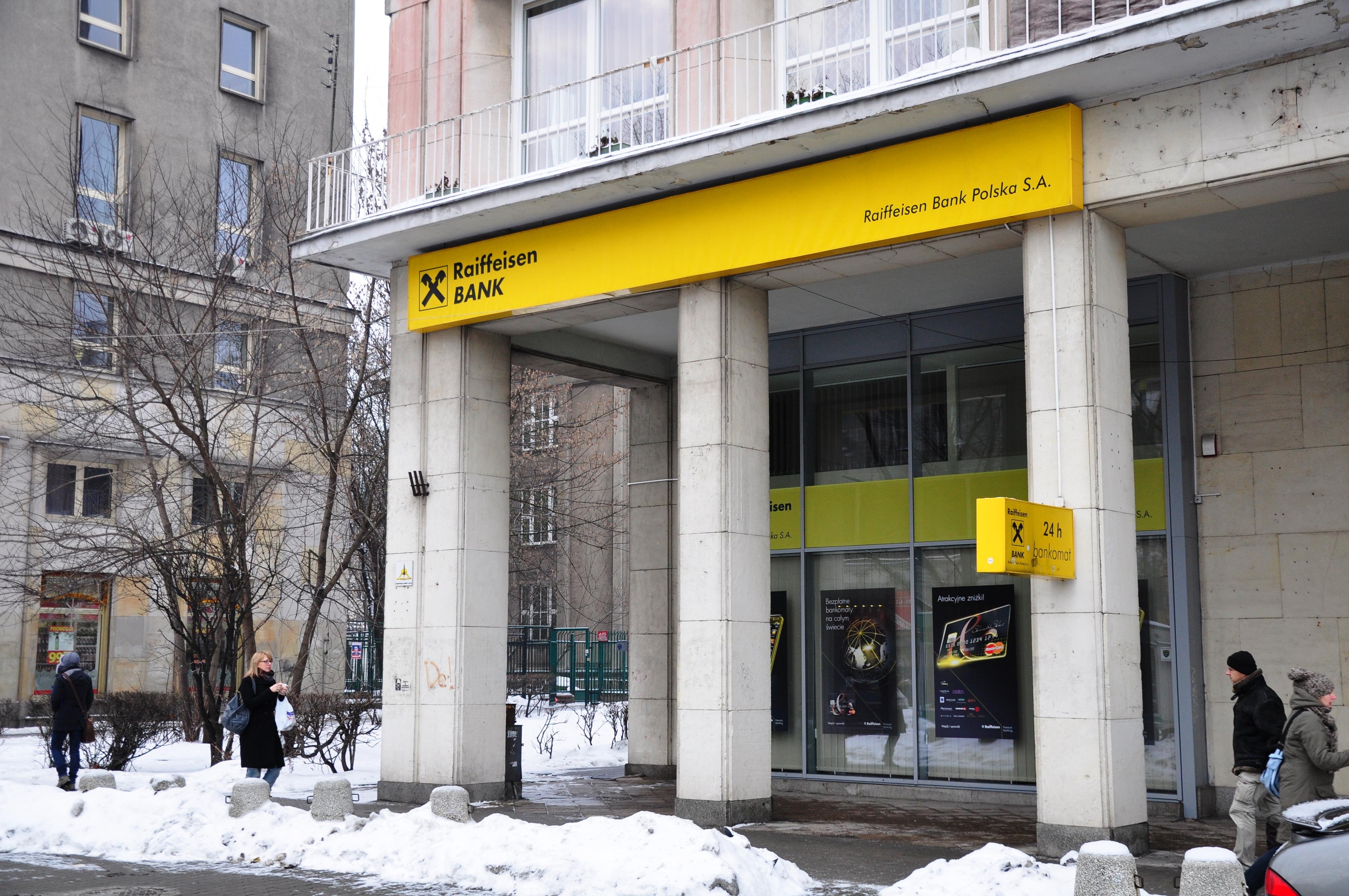
Raiffeisen Bank Polska in Warschau-Innenstadt, 2010

In der Ukraine konnte die RI ihre Tochter JSBC Raiffeisenbank Ukraine (RBU) nicht wie geplant mit der Bank Aval fusionieren. Die RBU wurde daher 2006 um 650 Mio. Euro veräußert. Im März 2009 musste die Raiffeisen International der Bank Aval 160 Mio. US-Dollar an Eigenmitteln zukommen lassen. Der Zuschuss erfolgte per nachrangigem Kredit mit einer Laufzeit von zehn Jahren.

## Auswirkungen und Reaktionen auf die internationale Finanzkrise
Die von den USA seit 2007 ausgehende internationale Finanzkrise beeinträchtigt die wirtschaftliche Entwicklung in allen Staaten der Welt und natürlich auch jene der sogenannten MOE-Staaten. Die wirtschaftliche Situation ist in diesen Staaten durchaus uneinheitlich. Neben Staaten, die zur Stützung ihrer Landeswährung Hilfe des Internationalen Währungsfonds in Anspruch nehmen mussten, gibt es Länder die eine deutlich bessere BIP-Entwicklung als Westeuropa verzeichnen. Da die großen österreichischen Banken in den letzten Jahrzehnten ihr Bankgeschäft in den MOE-Staaten sehr stark ausgeweitet haben, mehren sich seit Ende 2008 Medienberichte und Analysen, die wachsende Schwierigkeiten osteuropäischer Schuldner bei der Rückzahlungsfähigkeit für ihre Kredite vermuten und daraus auf negative Auswirkungen auf die zukünftige Bonität der österreichischen Banken schließen.
Im Februar 2009 erklärte CEO Herbert Stepic gegenüber Reuters: „Wir haben alle möglichen Stresstest-Szenarios durchgerechnet. Aber nicht einmal im Worst Case würden wir für 2009 einen Nettoverlust schreiben.“
Trotz der Finanzkrise und obwohl der Aufwand für die Ausfallvorsorge verdoppelt wurde, konnte der Gewinn 2008 von 841 auf 982 Mio. Euro gesteigert werden. Auch im Jahre 2009 erzielte Raiffeisen-Internation trotz erheblich gestiegener Kreditrisikovorsorgen ein positives Ergebnis. Die Verschlechterung der Zahlungskraft vieler Kreditnehmer machte eine deutliche Erhöhung der Neudotierung zu Kreditrisikovorsorgen notwendig. Im August 2009 erhöhte die Raiffeisen International ihr Eigenkapital durch Ausgabe von Genussrechten um € 600 Millionen. Im September 2009 flossen der Gesellschaft zusätzlich € 650 Millionen aus einer Emission von Hybridkapital zu. Beide Emissionen wurden zur Gänze von der RZB gezeichnet.

## Börse
Die Raiffeisen International Bank-Holding notierte seit 28. April 2005 an der Wiener Börse, wo sie unter der Bezeichnung „ISIN: AT0000606306, Kürzel: RIBH“ im Leitindex ATX gelistet war und einen Ausgabekurs von 40 Euro pro Aktie umfasste. Der Börsengang brachte 1.113,8 Millionen Euro ein. Mit 70 % war die Raiffeisen Zentralbank jedoch nach wie vor Hauptaktionär, der Rest befand sich in Streubesitz. Bis Ende März 2007 hatte sich der Aktienkurs um mehr als rund 240 % auf ca. 110 Euro pro Aktie erhöht. Die Marktkapitalisierung betrug rund 15 Milliarden Euro.
Im September 2007 erfolgte an der Wiener Börse eine Kapitalerhöhung der RI mit einem Volumen von geplanten 1,2 Milliarden Euro. Insgesamt wurden 11,9 Mio. Aktien zu einem Preis von 104 Euro zugeteilt. Der Anteil der RZB sank dadurch auf 68,5 %.
Am 13. Oktober 2010 fand eine Kapitalmaßnahme auf Grund der Fusion statt. Die neue Bank notiert weiterhin mit der ISIN AT0000606306 an der Wiener Börse, jedoch unter neuem Namen.

## Fusion mit RZB
Ende Februar 2010 gaben die Generaldirektoren Walter Rothensteiner und Herbert Stepic bekannt, dass es Überlegungen gebe, die Raiffeisen Zentralbank (RZB) mit der Raiffeisen International (RI) zu fusionieren. Dadurch würden für die Bank breitere Zugangsmöglichkeiten zu den Kapital-, Geld- und Anleihemärkten geschaffen. Weil sich alles innerhalb der Konzernbilanz abspielt, werden sich die Eigenkapitalquoten nicht ändern. Das operative Geschäft der RZB soll in einem ersten Schritt in eine 100 %-Tochtergesellschaft abgespalten werden. Diese soll anschließend auf die RI verschmolzen werden, welche künftig unter dem neuen Namen firmieren soll. Die neue Bank soll durch die Verschmelzung eine österreichische Banklizenz erhalten und wie bisher börsennotiert sein. Die Transaktion umfasst nicht die Funktionen der RZB als Spitzeninstitut der Raiffeisen Bankengruppe Österreich sowie damit verbundene Geschäftsbereiche und Beteiligungen der RZB.
Am 19. April 2010 beschlossen die Vorstände der beiden Institute, den Aktionären diese Fusion zur Beschlussfassung vorzulegen. In der Hauptversammlung am 8. Juli 2010 gaben die Aktionäre der Raiffeisen International Bank-Holding mehrheitlich die Zustimmung zur Verschmelzung der RI mit Teilen der Raiffeisen-Zentralbank (RZB). Diese Teile der RZB betreffen im Wesentlichen das von der Raiffeisen Zentralbank Österreich AG abgespaltene Kommerzkundengeschäft sowie die damit in Zusammenhang stehenden Beteiligungen. Bereits am Vortag hatten die Aktionäre der RZB für die Fusion gestimmt. Am 11. Oktober 2010 nahm die aus den beiden Unternehmen entstandene Raiffeisen Bank International AG ihre Tätigkeit auf.